# Georg Leisner
Georg Leisner (* 2. September 1870 in Kiel als Georg Klaus Leisner; † 20. September 1957 in Stuttgart) war ein deutscher Prähistoriker mit dem Spezialgebiet Megalithanlagen auf der Iberischen Halbinsel.

## Leben

### Kindheit und Militärdienst
Der Vater, Leonhard Leisner (1846–1905) war Kaufmann und stammte aus einer Familie, die seit dem 17. Jahrhundert im Kreis Eckernförde ansässig war. Die Mutter, Elise, geb. Thede (1834–1913) kam aus einer alten Kieler Familie von Handwerksmeistern. Georg Leisner verbrachte seine Kindheit in Kiel, wo er 1891 die Kieler Gelehrtenschule mit der Reifeprüfung abschloss. Er hatte eine antipreußische Erziehung genossen und trat noch im selben Jahr in die bayerische Armee ein. In den Jahren 1900 und 1901 nahm er an den Chinafeldzügen infolge des Boxeraufstandes teil sowie von 1904 bis 1905 am Hererokrieg in Südwestafrika. An seinem 39. Geburtstag, dem 2. September 1909, heiratete er die fünfzehn Jahre jüngere Amanda Vera de la Camp (1885–1972). Er nahm als Reserveoffizier am Ersten Weltkrieg teil und schied bei Kriegsende 1918 als Oberstleutnant aus dem Militär aus. Mit seiner Frau erwarb er 1918 in dem bayrischen Dorf Höhenberg einen kleinen Bauernhof. Nach einem mehrmonatigen Aufenthalt in Italien (1924/1925), bei dem erste archäologische Studien betrieben wurden, gaben sie das landwirtschaftliche Projekt wieder auf. Beide hatten offenbar ein großes Interesse an der Archäologie entwickelt, und so nahm Georg Leisner 1926 an einer Expedition teil, die vom damaligen Institut für Kulturmorphologie der Universität Frankfurt unter Leitung von Leo Frobenius zur Aufnahme von Felsbildern in Nubien unternommen wurde.

### Akademische Ausbildung
Wieder in Bayern lernten Georg und Vera Leisner den Professor für Prähistorie an der Universität Complutense Madrid, Hugo Obermaier, kennen, der Georg Leisner ein Studium der Ur- und Frühgeschichte vorschlug. Georg immatrikulierte sich daraufhin 1927 an der Universität München. Vera musste noch ihr Abitur nachholen. Ein Jahr später wechselten beide an die Universität Marburg, wo Georg Leisner 1932 bei Gero von Merhart mit einer Dissertation über Megalithgräber in der spanischen Region Galicien promoviert wurde. Zu den Materialaufnahmen reiste er 1929 und 1930 in Begleitung seiner Frau sieben Monate auf die Iberische Halbinsel, u. a. auch in die Algarve, wo sie Alcalar besuchten. Es entstand die Idee, ein Megalithgräber-Corpus der Iberischen Halbinsel zu verfassen.

### Die Megalithgräber der Iberischen Halbinsel
Ohne finanzielle Unterstützung von offizieller Seite reisten Georg und Vera Leisner bis 1934 dreimal in den Süden der Iberischen Halbinsel, nach Ost- und West-Andalusien und nach Portugal, wo sie in Feldarbeit und in Museen mit der systematischen Aufnahme der Megalithgräber begannen. Dabei lernten sie auch die damals wichtigsten Spezialisten für das Neolithikum und die Kupferzeit der Iberischen Halbinsel kennen. Infolge des Ausbruchs des Spanischen Bürgerkriegs mussten sie nach Deutschland zurückkehren, wo sie den ersten Band (Der Süden) des geplanten Corpus Die Megalithgräber der Iberischen Halbinsel ausarbeiteten und 1943 veröffentlichten. Zu dieser Zeit bezogen sie eine Wohnung in München, die noch im selben Jahr den Bomben des Zweiten Weltkrieges zum Opfer fiel. Dabei verbrannten auch zahlreiche Aufzeichnungen und wichtiges Forschungsmaterial. Nach verschiedenen vergeblichen Versuchen erhielten sie 1943 ein Ausreisevisum nach Portugal und setzten ihre Arbeiten dort fort. Der Verlust ihrer Münchner Wohnung bewegte sie, sich auf Dauer in Lissabon niederzulassen. Es folgte eine durch finanzielle Schwierigkeiten gekennzeichnete Phase, in der sie vor allem von Forschungsaufträgen portugiesischer Kollegen lebten, die sie insbesondere mit Hilfe von G. Cordeiro Ramos erhielten, des damaligen Präsidenten des Instituto de Alta Cultura, das dem portugiesischen Bildungsministerium unterstand. Zeitweilig hatten sie auch ein Stipendium der Firma Siemens. Wie ihre Literaturliste zeigt, waren diese Jahre trotz aller Schwierigkeiten sehr produktiv, was die Megalithgräberforschung anbelangt. Als die Abteilung Madrid des Deutschen Archäologischen Instituts nach dem Krieg am 3. März 1954 wieder eröffnet wurde, vermittelte sie dem Ehepaar Leisner eine erneute Förderung durch die Deutsche Forschungsgemeinschaft. Georg Leisner konnte 1956 die Veröffentlichung des ersten der vier geplanten Bände des Megalithgräber-Corpus zum Westen der Iberischen Halbinsel in der neu gegründeten Reihe Madrider Forschungen erleben. Der zweite Band, an dem er noch mitgearbeitet hatte, erschien erst 1959, zwei Jahre nach seinem Tod.

## Veröffentlichungen
- Georg Leisner: Verbreitung und Typologie der galizisch-nordportugiesischen Megalithgräber. Marburg 1938. (Dissertation Marburg 1932, Reprint Lisboa 1977).
- Georg Leisner: Antas dos Arredores de Évora. Estudos de História, Arte e Arqueologia III. Edições Nazareth, Évora 1949.
- Georg Leisner, Vera Leisner: Die Megalithgräber der Iberischen Halbinsel. Der Süden. Römisch-Germanische Forschungen Bd. 17.  Walter de Gruyter & Co., Berlin 1943.
- Georg Leisner, Vera Leisner: Die Megalithgräber der Iberischen Halbinsel. Der Westen. Madrider Forschungen Bd. 1, 1. Verlag Walter de Gruyter & Co., Berlin 1956.
- Georg Leisner, Vera Leisner: Die Megalithgräber der Iberischen Halbinsel. Der Westen. Madrider Forschungen Bd. 1, 2. Verlag Walter de Gruyter & Co., Berlin 1959.